# Espín y Pasquín
Espín y Pasquín (en asturiano y oficialmente: L'Espín y El Pasquín) es un lugar que pertenece a la parroquia de Serín en el concejo de Gijón (Principado de Asturias). Se encuentra a 73 m s. n. m. y está situada a 11,50 km de la capital del concejo, Gijón. 

## Población
En 2020 contaba con una población de 79 habitantes (INE 2020) repartidos en 29 viviendas.